# 海軍スペツナズ

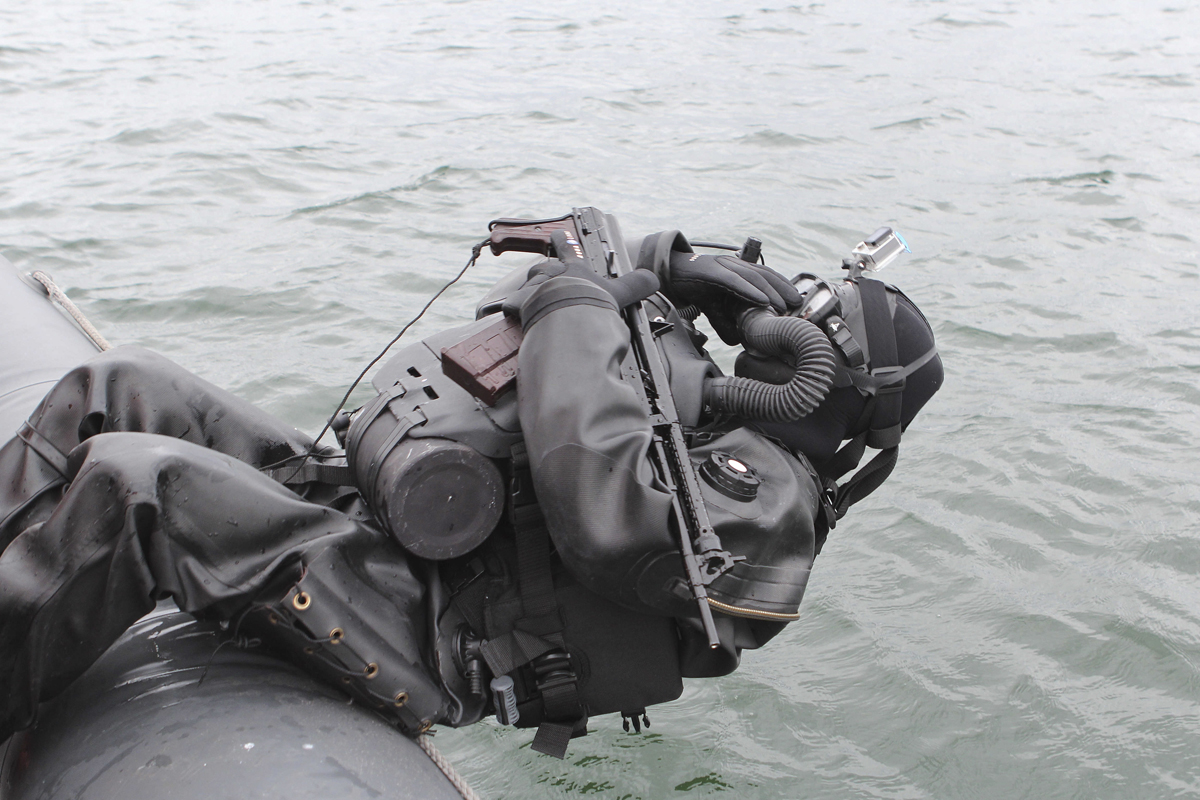
潜水服を着用し、APS水中銃を手にした海軍スペツナズの隊員

海軍スペツナズ(露: Морской спецназовец 英:Naval Spetsnaz)とは、ロシア海軍の特殊部隊。ロシア潜水夫コマンド(露:Водолаз-разведчик 英:Russian commando frogmen)とも称され、愛称は「Frogmen」(潜水夫)。
4大艦隊に置かれる独立海上偵察所(露: Отдельный морской разведывательный пункт «ОМРП» 英:Naval Special Reconnaissance)と、主要港湾に置かれる対抗水中展開部隊・施設（露:Подводные диверсионные силы и средства «ПДСС»）で構成され、ロシア連邦軍参謀本部情報総局所属下にある。

## 沿革
1941年：沿岸任務を行う特殊任務中隊として設立される。
1945年：第二次世界大戦終結にともない一時解隊されるが、冷戦に伴い海軍スペツナズとして中隊規模の海上偵察所が新設された。
1970年代：アンゴラ、ベトナム、ニカラグア、モザンビーク、エジプト、エチオピアなどで特殊作戦を行う。
1991年～1992年：ソビエト連邦崩壊に伴い、ウクライナSSRのオチャキフに駐屯する黒海艦隊所属の第1464独立海軍偵察所（ロシア語: 1464-й отдельный морской разведывательный пункт、第17特殊任務旅団を1990年1月1日付で再編して設立）がウクライナ海軍に移管され、第7独立特殊任務旅団（ウクライナ語: 7-ма окрема бригада спеціальних операцій）に再編成される。同旅団は2010年に第73海軍特殊作戦センターへ再編され、2016年1月5日のウクライナ特殊作戦軍結成に伴い特殊作戦軍へ移管され現在に至る。
1995年：第1次チェチェン戦争に参加。
2008年：南オセチア紛争で第420独立海上偵察所がグルジア海軍艦艇を爆破する。

## 編成

### 独立海上偵察所
- 第42独立海上偵察特別部隊センター『チーム・ホルニャーイ』(太平洋艦隊)
  - 当部隊のみ「Разведывательный пункт(偵察所)」でなく「Разведывательный центр спецназа(偵察特別部隊センター)」と呼称
- 第431独立海上偵察所(黒海艦隊)
- 第420独立海上偵察所(北方艦隊)
- 第561独立海上偵察所(バルチック艦隊)

### 対抗水中展開部隊・施設
- 第101PDSS分遣隊 - ペトロパブロフスク・カムチャツキー
- 第102PDSS分遣隊 - セバストポリ
- 第136PDSS分遣隊 - ノヴォロシースク
- 第137PDSS分遣隊 - マハチカラ
- 第140PDSS分遣隊 - ヴィジャエヴォ（英語版）
- 第152PDSS分遣隊 - ポリャールヌイ
- 第153PDSS分遣隊 - オストロヴノイ（英語版）
- 第159PDSS分遣隊 - ラズボイニク
- 第160PDSS分遣隊 - ムルマンスク
- 第269PDSS分遣隊 - ガジエヴォ（英語版）
- 第311PDSS分遣隊 - ペトロパブロフスク・カムチャツキー
- 第313PDSS分遣隊 - バルチースク
- 第473PDSS分遣隊 - クロンシュタット

## 装備
一般的な歩兵装備の他に、以下の装備を使用。
- SPP-1水中拳銃
- APS水中銃
- ピラニア特殊潜航艇
- トリトン1特殊潜航艇
- トリトン2特殊潜航艇
- アクラ水中スクーター

## リンク
- （ロシア語） Divers of Special Purpose
- （ロシア語） The Foundation of Underwater Spetsnaz: Strelna operation
- About Russian frogmen (uses the name Delfin)
- （英語） （ロシア語） Extracts from a book about Soviet and Russian combat divers by Alexander Rzhavin Senior who served in the Soviet Naval Spetsnaz in from 1973 to 1976. With photographs. English- and Russian-language versions.